# 大桥镇 (平武县)
大桥镇，是中华人民共和国四川省绵阳市平武县下辖的一个乡镇级行政单位。

## 行政区划
大桥镇下辖以下地区：
场镇社区、河口村、寺坪村、新乾村、大城村、大岩村、关坪村、田坝村、新营村、安丰村、胡民村、金宝村、小楼村和大安村。